# 부산골프고등학교
부산골프고등학교(Busan Golf High School)는 대한민국의 부산광역시 해운대구 반여동에 위치한 학력인정 고등학교이다.

## 역사
- 1998년 4월 1일 개교
- 2002년 11월 20일 현재 교사 이전 (연제구 거제동 → 해운대구 반여동)
- 2003년 3월 6일 부산골프고등학교 병설 성인고등학교 과정 개설
- 2004년 3월 6일 부산골프고등학교 병설 성인중학교 과정 개설
- 2021년 3월 1일 폐교
- 2021년 3월 2일 부산칼리지평생교육원 개원

## 관련 학과
- 골프과
- 사회체육과
- 재활스포츠과